# Institut Màrius Torres
L'Institut Màrius Torres de Lleida és un dels instituts degans de Catalunya. Situat al Camp Escolar, entre la falda del Turó de Gardeny i el Riu Segre, s'hi imparteixen els estudis d'Educació Secundària Obligatòria (ESO) i les tres modalitats de Batxillerat (Ciències i Tecnologia, Humanitats i Ciències Socials i Arts) en règim de diürn i de nocturn. L'Institut també ofereix estudis a distància de manera telemàtica com a centre col·laborador de l'Institut Obert de Catalunya (IOC).
Recull la història de l'Institut provincial que es va fundar el 1842 sota el nom d'Instituto de Segunda Enseñanza. El centre escolar s'establí a l'antic convent dominicà del carrer de Cavallers, dit del Roser, que es trobava en desús des de l'exclaustració. Als anys 30 del segle xx, i a causa del mal estat de l'edifici, s'intentà de reubicar-lo en altres dependències de la ciutat, però l'esclat de la guerra ho impedí. Fou durant la postguerra, quan es construí un edifici de nova planta, amb pista atlètica adossada, als afores de la ciutat d'aleshores, a la carretera de Fraga, entre l'estació de servei Dalmau i el riu. Fou inaugurat per les autoritats franquistes (espanyoles) de l'època al 14 d'octubre de 1955, i s'ha conservat gairebé inalterat en l'estructura i distribució fins avui.
L'Institut, com la resta d'instituts provincials, va patir una reforma institucional l'any 1901, per mitjà de la qual es va transformar en Instituto General y Técnico i va passar a acollir els estudis de Batxillerat, Magisteri i Agricultura. En el franquisme es deia Instituto Nacional de Enseñanza Media (Masculino). Durant la transició de règim polític a l'Estat, al 1977, rep el nom de Màrius Torres, en honor del poeta lleidatà més universal, per iniciativa del també poeta lleidatà i llavors docent de l'Institut, Jordi Pàmias.